# Bitva u Maldonu
Bitva u Maldonu je stručně zmiňována v zápisu z roku 991 v Anglosaské kronice:
| „ | V tomto roce byl vypleněn Ipswich a nedlouho potom byl zabit alderman Britnoth u Maldonu. Také bylo v tomto roce rozhodnuto o tributu, který se měl vůbec poprvé zaplatit Dánům, neboť pobřežní oblast byla již bez sebe strachem z dalšího loupení. Poplatek byl nejprve stanoven na 10 000 liber. Uvedenou sumu navrhl arcibiskup Siric. | “ |

Více se o bitvě u Maldonu dozvídáme ze stejnojmenné básně, jejíž originál shořel v roce 1731 při požáru knihovny Roberta Cottona, nicméně šťastnou náhodou se zachovala její podstatná část ve formě opisu, který pořídil John Elphinston několik let před požárem (1724).

## Bitva

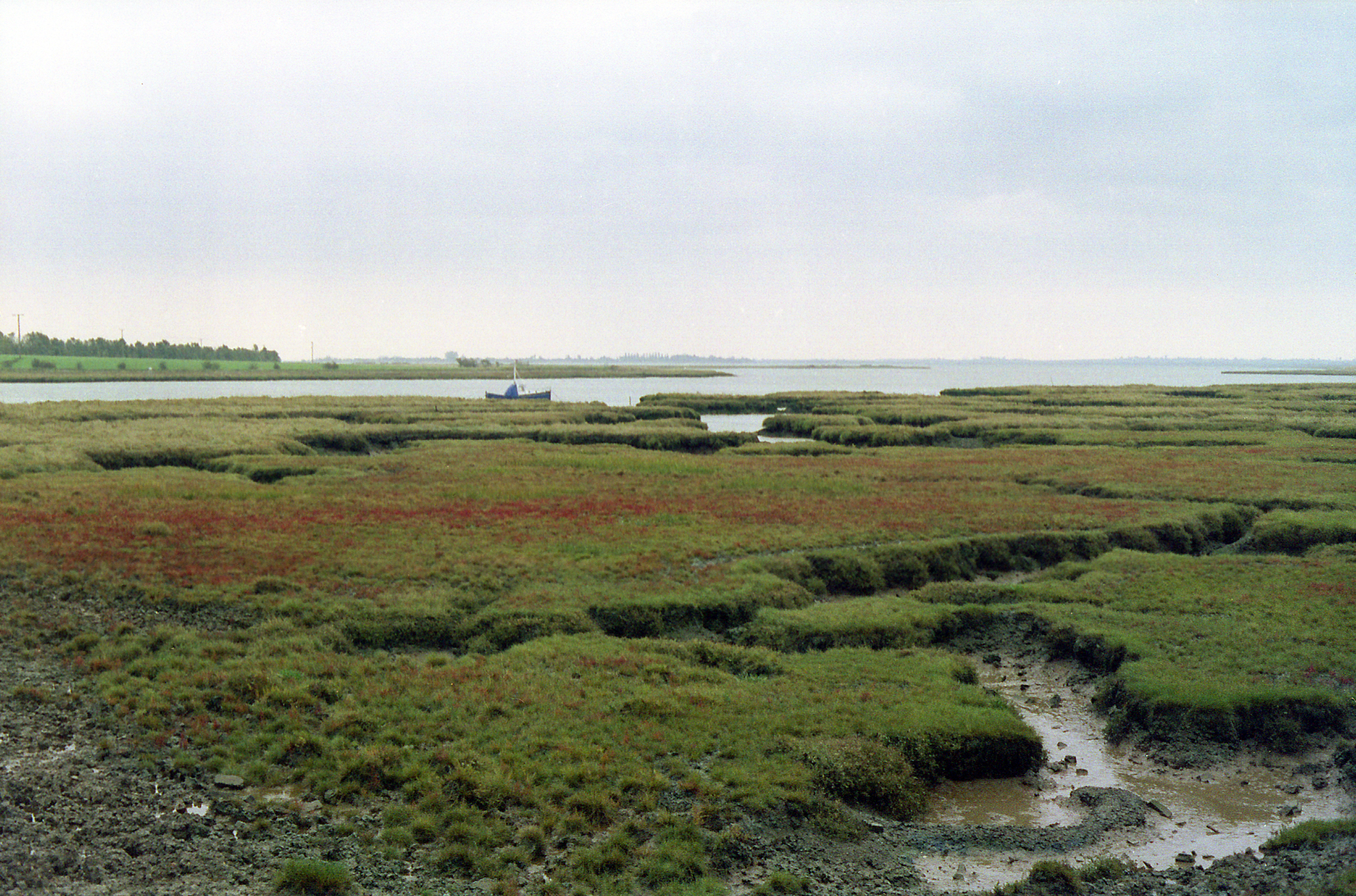
Dnešní pohled na místo bojiště

Angličany vedl do osudné bitvy Britnoth (Byrhtnoð), zámožný muž, který byl přes svoji manželku Ælfflæd, jež byla sestrou královny Æthelflæd, spřízněný s králem Edwardem Mírumilovným. Byl donátorem kláštera v Ely, kterému věnoval několik vesnic, a patronem mnoha dalších benediktinských klášterů. Jeho jméno ve staroangličtině sestávalo ze dvou slov beorht (bright) and noth (courage), což znamenalo někoho skvěle odvážného. V té době mu bylo asi šedesát let. I přes své předchozí válečnické zkušenosti se „pyšný velmož“ dopustil osudné chyby.
Bitva se odehrála u brodu řeky Pantu (dnes řeka Blackwater). Angličané byli před bitvou ve výhodném postavení, protože nepřátelé se k nim mohli dostat pouze přes úzkou šíji, která se dala snadno hájit. Vikingové se proto nejprve pokusili odradit Anglosasy od bitvy návrhem výkupného, které dostanou-li, v klidu zase odtáhnou. Když byli odmítnuti, přišli, jak říká básník „se lstivým úskokem“; prosili anglického vůdce, aby jim bylo umožněno v klidu přejít na druhou stranu řeky a teprve na souši svést bitvu. Byrhtnoð, buď z přílišné sebedůvěry, nebo v obavě, aby neplenili někde, kde nebude kdo by jim bránil, s návrhem souhlasil a to se ukázalo být osudné.
Početně slabší Angličané byli poraženi a sám Byrhtnoð zahynul. Nepřátelé mu usekli hlavu a odnesli si ji jako trofej. Přeživší spolubojovníci pohřbili jeho tělo v klášteře v Ely a chybějící hlavu zhotovili z vosku. Král Ethelred Bezradný na radu canterburského arcibiskupa odsouhlasil výše uvedený poplatek 10 000 liber. O jedenáct let později (1002) činil poplatek 24 000 liber a v roce 1012 to bylo 48 000 liber. Bitva u Maldonu otevřela Dánům cestu k ovládnutí Anglie.